# 九鬼水軍

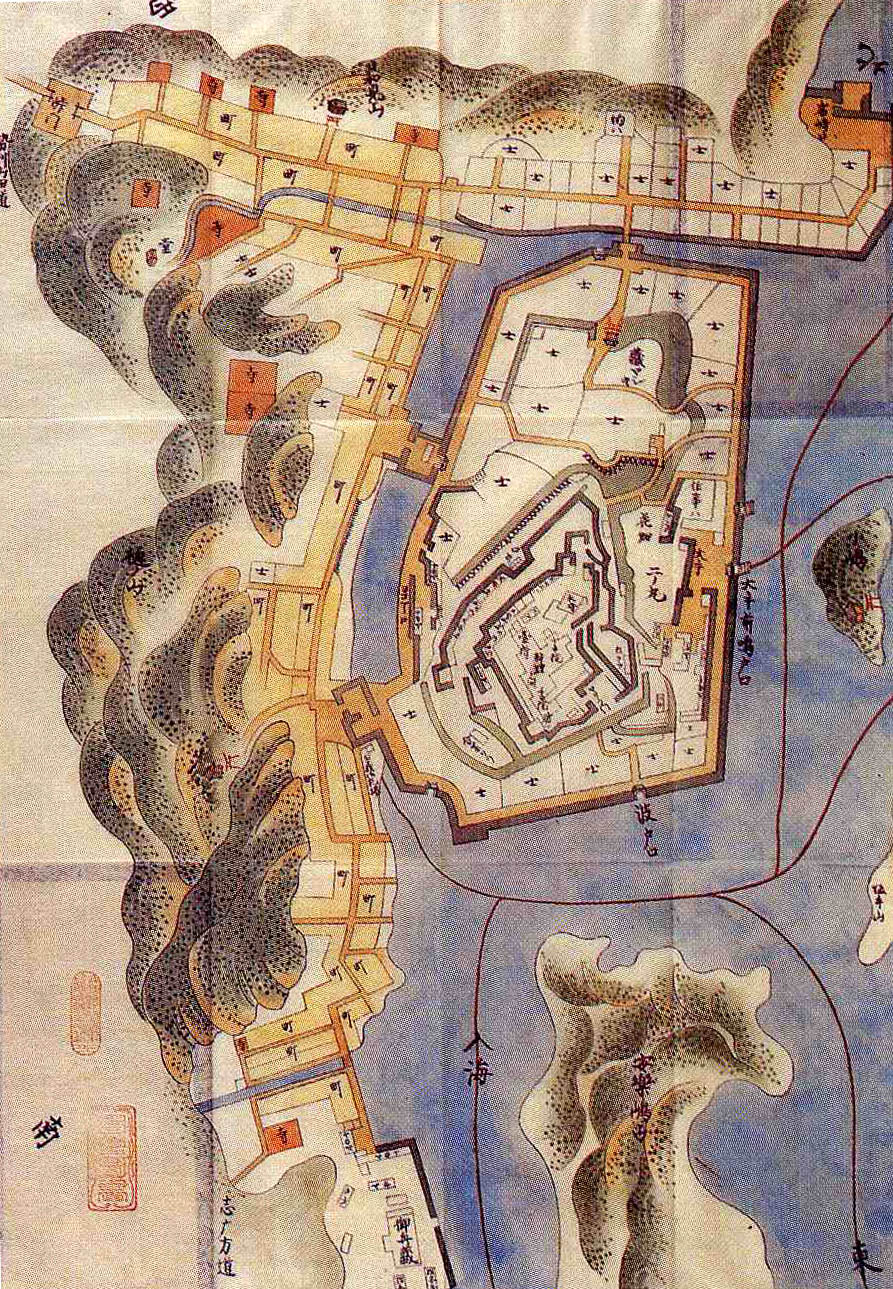
鳥羽城古絵図

九鬼水軍（くきすいぐん）は、戦国時代の水軍。志摩国を本拠とし、九鬼氏に率いられた。強力な水軍であった毛利水軍を第二次木津川口の戦いで破り、織田信長方の水軍として近畿圏の制海権を奪取した。志摩水軍（しますいぐん） とも称する。九鬼嘉隆は鉄甲船（鉄板で装甲した巨大安宅船）を建造した。

## 九鬼氏

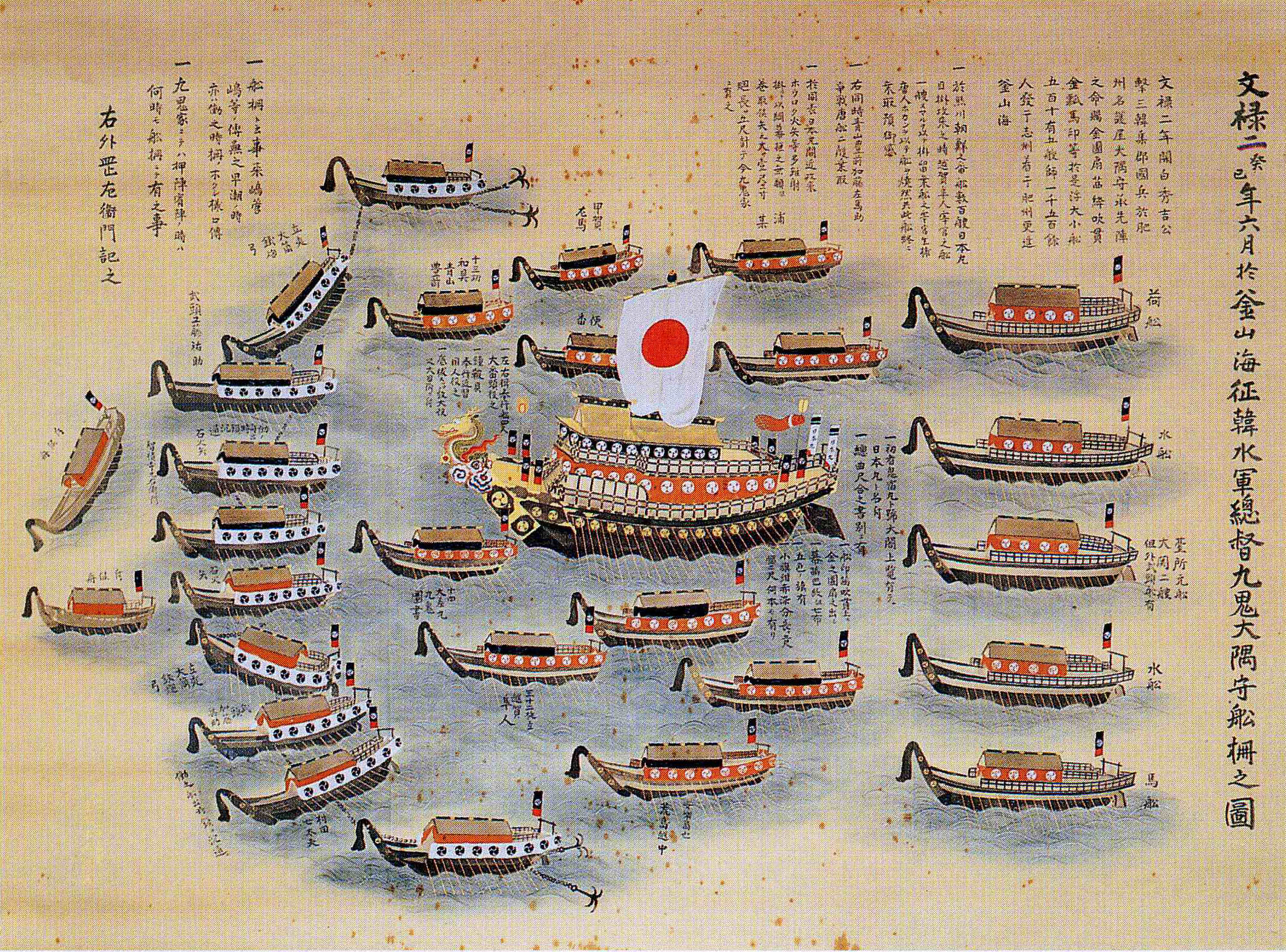
九鬼嘉隆が造船した日本丸を中心に九鬼水軍の陣容を描いている

九鬼氏の祖は、熊野別当を務め、熊野水軍を率いた湛増にさかのぼるという説がある。当時は志摩国英虞郡に属していた九木浦（現在の三重県尾鷲市九鬼町）を根拠地とし、鎌倉時代には既に志摩国全体に勢力を拡大していた。南北朝時代に志摩国の波切へ進出して、付近の豪族と戦い、滅亡させた。当代の九鬼隆良は波切の地頭であった川面氏の娘と結婚し、以来波切の地に留まることとなった。この頃、越賀氏や和田氏らとともに海上交通を支配するようになった。とは言え、当時の九鬼氏は地元領主らの連合である「嶋衆」（しましゅう）の一員に過ぎず、とりわけ勢力が強かったわけではなかった。当時の志摩国では、地頭13人衆と呼ばれる13人の土豪たちが互いに勢力を競っていた。九鬼一族もその中の1つで波切城を設置していた。九鬼嘉隆は戦国の国盗り物語を絵に描いたように、次々に隣の豪族を攻め滅ぼして、自分の配下にした。
九鬼嘉隆は最初伊勢国の北畠氏に属していたが、後に織田信長に仕えて、長島一向一揆攻めには九鬼水軍を率いて加わり、手柄を立て志摩国の支配を認められ、国主に任命された。その後の石山本願寺攻めでは、大砲をのせた鉄張りの船を製造して、毛利軍を打ち破った。この時堺港で鉄張り船を見た南蛮人は大変驚いた。九鬼水軍は小田原城の北条氏攻めと豊臣秀吉の朝鮮出兵の時も活躍した。朝鮮出兵の時は伊勢国大湊で製造した日本丸と云う巨大船団を率いて九鬼水軍の長として戦った。日本の船団の中心となった日本丸は長さ33メートル・漕ぎ手100人だった。日本丸は豊臣秀吉が名づけた。
九鬼嘉隆は志摩国3万石の大名として鳥羽城を築城した。鳥羽城は海に向かって大手門を開いて建造されたため「浮き城」と呼ばれ、志摩国海賊（九鬼水軍）に似合った城だったと古文書で記述されている。関ヶ原の戦いでは父の九鬼嘉隆（西軍）と子の九鬼守隆（東軍）が東西に分かれて戦い、西軍が負けたため答志島で自害した。

## 歴史
志摩国には静かな入江と入江を守るかのように突き出た岬がありごく自然に塞の形が形成された。九鬼嘉隆は天文11年（1542年）生まれ。九鬼嘉隆18歳の時に、現在の鳥羽市岩倉町にあった城の田城の塞が答志軍の水軍に攻撃された。嘉隆は加勢に駆けつけた。長期戦のため長兄の九鬼浄隆が病に倒れて、その子の九鬼澄隆はまだ8歳だったので、新しい九鬼一族の棟梁に嘉隆が就任した。九鬼嘉隆の守りで田城は死守した。5年後今度は英虞水軍によって九鬼水軍を2つに分割させる戦法で不意を襲われて九鬼一族はばらばらになった。嘉隆は、桶狭間の戦いで今川義元を討ち取った織田信長に対する尊敬の念から志摩から三河へ船で向かった。永禄11年（1569年）に織田信長の大淀城攻めの際には織田軍の水軍の将となる。2年後の織田家の大河内城の攻略作戦の折には、九鬼水軍は伊勢の海岸をすべて封鎖して、伊勢湾からの援軍を寄せ付けなかった。この作戦には新たに織田信長の味方についた志摩国の水軍も加勢して、志摩水軍は全部九鬼水軍の配下となったが、志摩水軍の反発があり、志摩の他の水軍と九鬼水軍が交戦した。信長から学んだ戦術と織田家の鉄砲戦術で勝利する自信があった。九鬼水軍は船の上からの鉄砲一斉射撃の戦法で田城砦をひとたまりもなく陥落させた。志摩の水軍は降伏して、九鬼水軍は小浜・泊浦・安楽島を攻略して信長の援助で3年がかりで越賀・和具を攻略して志摩の海を平定した。この活躍により九鬼嘉隆は信長から信頼されて、長島一向一揆との戦いで伊勢湾からの海上攻略作戦に参加した。
嘉隆が建造した大型船の大きさは『多聞院日記』の天正6年（1578年）7月20日条に「横へ七間、堅へ十二、三間もこれ在り」とあることから、長さ十二、三間、幅七間（一間は約1.8メートル）であったと考えられているが、これでは幅に比べて長さが短かすぎる。これに対して、『信長公記』の伝本のうち尊経閣文庫所蔵の一本（外題『安土日記』、江戸時代の写本）では、九鬼嘉隆が建造した六艘について、巻十一に「長さ十八間、横六間」と記載されていることから、長さ十二、三間､幅七間という寸法は、長さ十八間､幅六間に訂正する必要があるのではないかと指摘されている。
伊勢国における関ヶ原の戦いの最大の前哨戦である安濃津城の戦いでは、嘉隆は西軍方の将として海上を封鎖し、東軍方の援軍を寄せ付けず、安濃津城陥落に寄与している。また隠居の身ながら紀伊国新宮城主の堀内氏善の援軍を得て、東軍方に付いた息子・守隆が留守にしていた鳥羽城を奪取した。しかし関ヶ原の戦いが東軍の勝利に終わると、嘉隆は答志島へ逃れ、家臣の豊田五郎右衛門に勧められるまま、慶長5年10月12日（グレゴリオ暦：1600年11月17日）に自害した。
嘉隆亡き後、守隆は水軍を率いて大坂の陣を戦い、江戸城の築城に当たっては木材や石材を海上輸送して幕府に貢献した。しかし守隆没後家督争いが起き、九鬼氏は二分された上に内陸へ転封となり、水軍としての歴史は終わりを迎えた。